# Гасапет
Гасапет или Касапет (азерб. Qasapet), некоторое время использовалось название Чыраглы (азерб. Çıraqlı), — село в Ашагы-Оратагском сельском административно-территориальном округе Агдеринского района Азербайджана. 

## География
Сёла Ашагы-Оратаг, Демирли, Гасапет входят в состав Ашагы-Оратагского сельского административно-территориального округа Агдеринского района, при этом село Ашагы-Оратаг является центром этого сельского административно-территориального округа.

## История

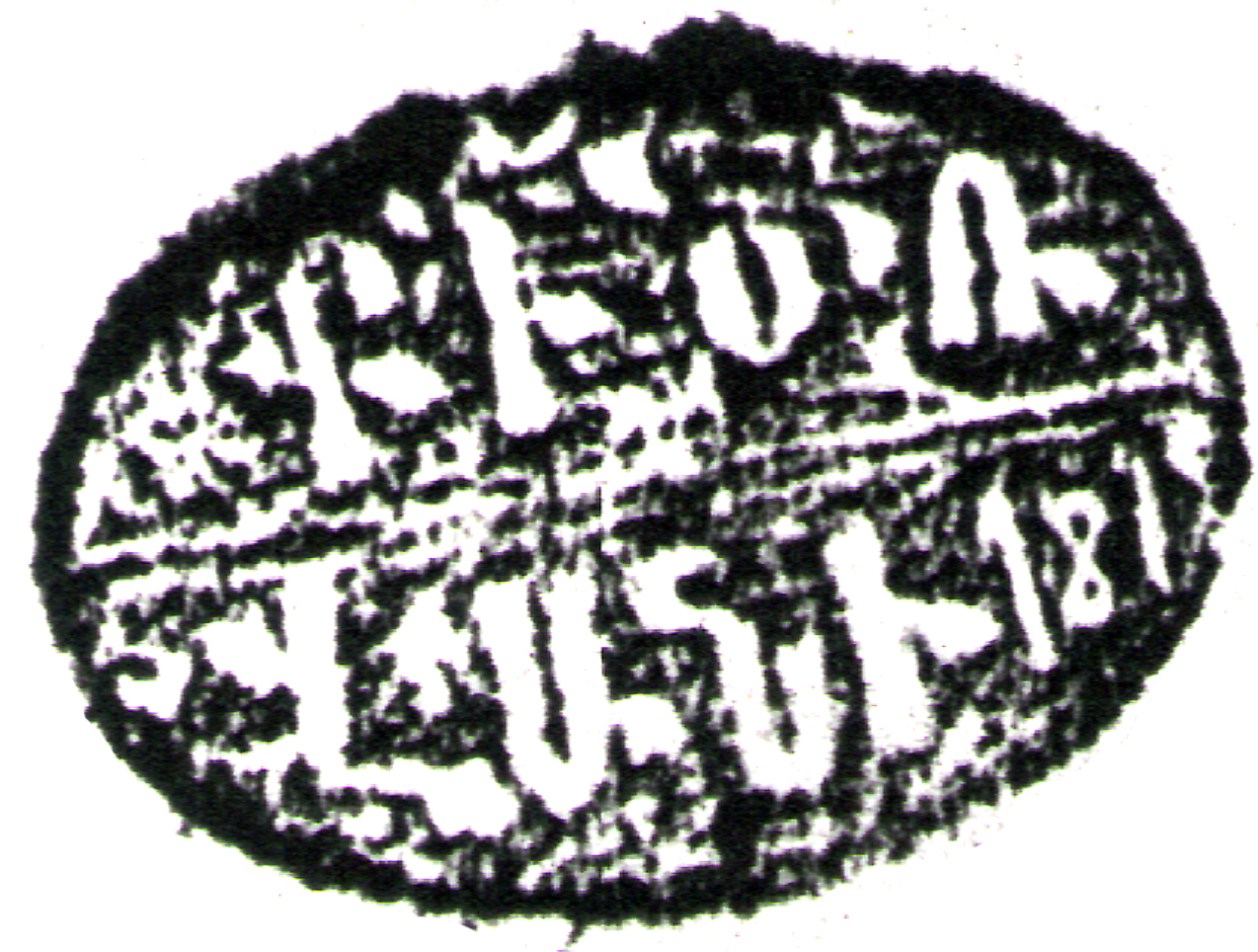
Печать принца Вани Атабекяна, правителя Джраберда и Касапета

Касапет — одно из старинных сел Карабаха, основанное еще в XV веке князем Атабеком Гасан-Джалаляном (1411 год), пятым сыном князя Джалала III Великого Гасан-Джалаляна. Будучи младшим сыном, Атабек наследовал не отцовскую вотчину в Ванке, а крепость Циранакар, расположенную на окраине владений предков. От полуразрушенной крепости село и получило своё название, означающее на местном армянском диалекте «полстены».
Князь Атабек Джрабердский положил начало роду Атабекянов, а Касапет с семью окрестными сёлами стал родовой вотчиной этого княжеского дома.
В конце XVIII — в начале XIX века в Касапете проживал знаменитый Мелик-Вани Атабекян, который был одним из предводителей арцахского армянства и сделал многое для водворения российского владычества в Карабахе.
В советский период на 1 января 1977 года село входило в состав Мардакертского района Нагорно-Карабахской автономной области (НКАО) Азербайджанской ССР.
2 сентября 1991 года на совместной сессии Нагорно-Карабахского областного и Шаумяновского районного Советов народных депутатов была принята Декларация о провозглашении Нагорно-Карабахской Республики в границах Нагорно-Карабахской автономной области (НКАО) и сопредельного Шаумяновского района Азербайджанской ССР.
26 ноября 1991 года Верховный Совет Азербайджанский Республики принял закон "Об упразднении Нагорно-Карабахской автономной области Азербайджанской Республики". В этом законе было постановлено помимо упразднения Нагорно-Карабахской Автономной Области (НКАО), в том числе также и переименование Мардакертского района в Агдеринский район.
Касапет сильно пострадал во время Первой Карабахской войны. 7 июля 1992 года над селом был восстановлен контроль азербайджанской армии.
Решением Милли Меджлиса Азербайджанской Республики от 13 октября 1992 года Агдеринский район был упразднён, а территория упразднённого района была разделена между Агдамским, Кельбаджарским и Тертерским районами. Этим решением село стало входить в состав Тертерского района.
8-10 марта 1993 года село было вновь занято армянскими формированиями и попало под контроль непризнанной Нагорно-Карабахской Республики (НКР). Согласно административно-территориальному делению непризнанной республики село было включено в Мартакертский район НКР под названием Кусапат (арм. Կուսապատ).
В результате Трёхстороннего Заявления в ночь с 9 по 10 ноября 2020 года, подписанного по итогам Второй Карабахской войны, село перешло под контроль Российских миротворческих сил.
В результате боевых действий в сентябре 2023 года Азербайджан восстановил свой контроль над селом.
Законом Азербайджанской Республики от 5 декабря 2023 года Агдеринский район был воссоздан и Ашагы-Оратагский сельский административно-территориальный округ вместе с входящим в него селом Гасапет из состава Тертерского района был передан в состав Агдеринского района. В настоящее время село Гасапет входит в состав Ашагы-Оратагского сельского административно-территориального округа Агдеринского района Азербайджана.

## Население
Согласно одиннадцатому выпуску «Сборника материалов для описания местностей и племен Кавказа» (1891 год) в селе проживало 2 279 человек, все жители — армяне.
По состоянию на 1 января 1933 года в селе проживало 871 человек (174 хозяйства), все — армяне.

## Историко-архитектурные памятники
- Дворец (дарбаснер) меликов Атабекянов[24]
- Средневековое родовое кладбище Атабекянов — Меликанц Ангстаран[25]
- Церковь Сурб Аствацацин, построена в 1269 г. (сохранилась частично — превращена в школу)
- Средневековый мост[26]
- Близ села — развалины крепости Циранакар[27]
- Близ села — развалины церкви Котрац Ехци
- Близ села — место паломничества Наатак